# 邂逅
『邂逅』（めぐりあい、原題：Love Affair）は、1939年に製作・公開されたアメリカ合衆国の映画。レオ・マッケリーが監督、アイリーン・ダンとシャルル・ボワイエが主演。

## 概要
1957年にはマッケリー監督自身により『めぐり逢い』として、さらに1994年に『めぐり逢い』として、再映画化されている。
また、パートナーがいる音楽家との恋というテーマでは、『間奏曲』Intermezzo（1936、グスタフ・モランダー監督、イングリッド・バーグマン主演）、『別離』Intermezzo（1939、グレゴリー・ラトフ監督、イングリッド・バーグマンとレスリー・ハワード主演）、『間奏曲』Interlude（1957、ダグラス・サーク監督、ジューン・アリスンとロッサノ・ブラッツィ主演）、『しのび逢い』Interlude（1968、ケヴィン・ビリントン監督、オスカー・ウェルナーとバーバラ・フェリス主演）など多数ある。

## あらすじ
プレイボーイ、ミシェル・マルネーはアメリカの大富豪の令嬢ロイスとの婚約が決まると、世界中のラジオニュースで紹介される程の有名人だった。彼はヨーロッパからアメリカへ向かうナポリ号の船旅の中で、一人旅を楽しむ貴婦人、テリー・マッケイと偶然に知り合う。ミシェルは言葉巧みにテリーの部屋へ上がり込むと、船旅の９日間のパートナーとして誘いかける。彼女はニューヨークのナイトクラブから身を立てた歌手で、今は実業家のケンがパトロンだった。船内で、テリーは徐々にミシェルを意識していく。
船はマデイラ島に数時間停泊。二人は明るい日差しの中で、ミシェルの祖母の家を訪ねる。そして二人はカトリック教会の聖堂で、それぞれ祈りを捧げる。茶卓を囲んだテリーは、ミシェルの祖母からミシェルの幼少期の話を聞き、また彼女がミシェルの身を案じ、彼を変えるような善き伴侶をと出会うことを望んでいることを知る。去り際に、祖母の伴奏で、テリーが『愛の喜びは』を歌った。船に戻った二人は、初めて口づけを交わす。
ニューヨークへの到着を明日に控え、互いに眠れぬ夜を過ごしていた二人は、デッキで会話する。ミシェルは、一人前になった半年後にプロポーズがしたい、と告白する。翌朝、二人は半年後の7月1日の5時に、エンパイアステートビル102階の展望室での再会を誓いあう。船が入港すると、二人は出迎えに来た互いのパートナーを見て、互いに複雑な表情を見せる。

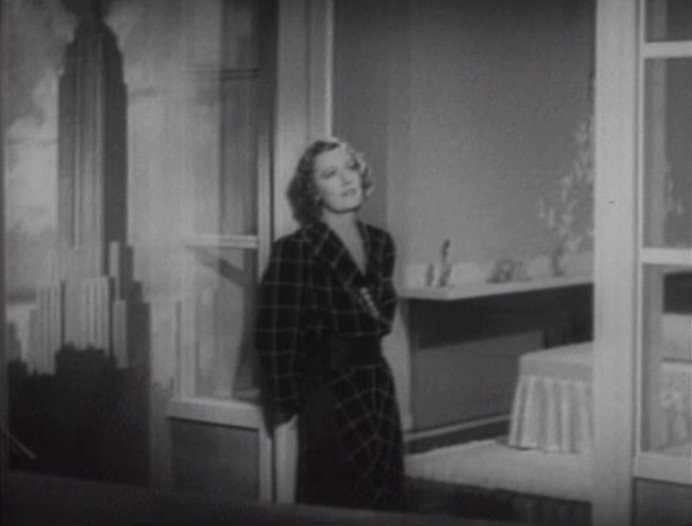
再会を待ち望むテリー

二人は互いのパートナーのもとに向かうが、ロイスは成金の下品な娘だった。テリーはやがて婚約解消の報道を目にして、ミシェルが約束を果たそうとしている確信を持つ。一方のテリーも自立すべく、フィラデルフィアのホテルで『Sing My Heart』を歌うと、その場で専属歌手として採用が決まる。ミシェルは看板描きの仕事を始める一方、彼の絵画も売れ始めた。
互いにエンパイアステートビルを見つめながら、ついに約束の7月1日がやって来た。テリーはブティックで買い物をして、展望室に向かおうとしていた。ところがブティックの店員が気を利かせてケンに連絡をしてしまう。約束に遅れそうだと急ぐテリーは、エンパイアステートビルを目前に交通事故に遭う。それを知らないミシェルは何時間も彼女を待ち続け、やがて諦めてしまう。一命を取り留めたテリーは、まだ半年後の検査が必要な身であり、ミシェルには連絡しないようケンに頼む。
失意のミシェルはマデイラに向かい、祖母の遺品のレースがテリーに遺されたことを知る。一方、車椅子で療養生活を送るテリーは、孤児院で子供達を歌で励ましていた。それを見た孤児院長は、テリーを孤児院に雇い入れる。

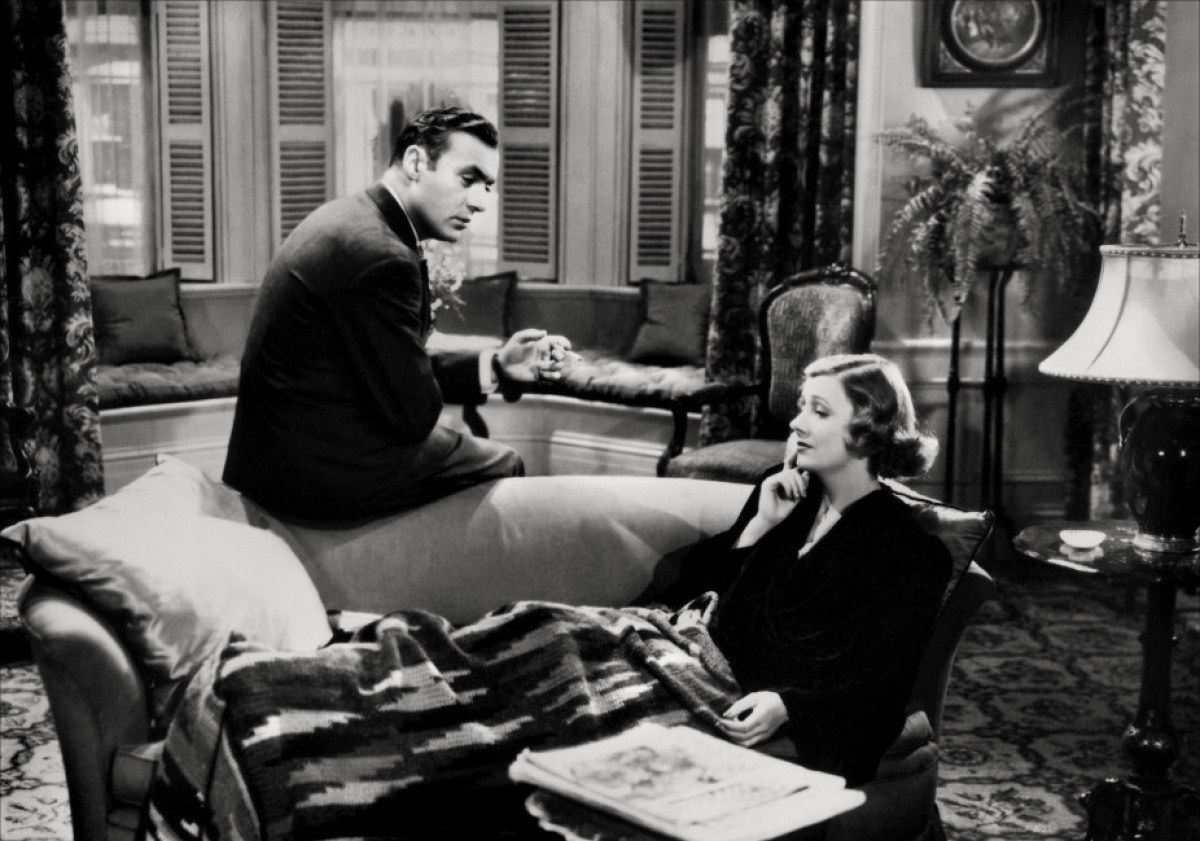
再会したテリーとミシェル

時は流れて、クリスマスイブの日。ロイスはミシェルを探し当てて演劇に誘う。劇場にはケンとテリーも来ており、二組のカップルは鉢合わせしてしまう。テリーの足は完治しておらず、今日が初めての外出の日だった。ケンは彼女に援助を申し出るが、テリーは頑なに断る。一方のミシェルも、ロイスとは何事もなく分かれる。ミシェルが向かったのはエンパイアステートビルだった。
子供達への歌の指導を終えたテリーのもとを、ミシェルが訪ねてくる。二人は、約束の日「ミシェルが約束を果たさなかった」ことを前提に会話を始める。ミシェルは船の切符を買い、今夜中に旅立つ予定だった。去り際に、彼は祖母の形見のレースを手渡すと、テリーがレースを羽織った姿を絵に描いたと話す。その絵は、彼の想いに共感した貧しい女性客が購入した、と話すと、ミシェルは口ごもってしまう。まさかと思ったミシェルは彼女の部屋を見回すと、その絵画を見つける。ミシェルはテリーに歩み寄り、真実を知った二人は微笑みを交わすのだった。

## 主な配役
- テリー：アイリーン・ダン
- ミシェル：シャルル・ボワイエ
- ミシェルの祖母：マリア・オースペンスカヤ
- ケネス：リー・ボウマン

## 主な楽曲
使用曲、挿入曲（歌）を、記述
- 愛の喜びは（Plaisir d’amour）
- Sing My Herat
- Wishing

ほか

## スタッフ
- 監督/製作：レオ・マッケリー
- 原案：ミルドレッド・クラム、レオ・マッケリー
- 脚本：デルマー・デイヴィス、ドナルド・オグデン・ステュアート
- 音楽：ロイ・ウェッブ
- 撮影：ルドルフ・マテ
- 編集：エドワード・ドミトリク、ジョージ・ハイヴリー
- 美術：ヴァン・ネスト・ポルグレイズ
- 装置：ダレル・シルヴェーラ
- 衣裳：ハワード・グリア、エドワード・スティーヴンソン

## アカデミー賞ノミネーション
- 作品賞
- 主演女優賞：アイリーン・ダン
- 助演女優賞：マリア・オースペンスカヤ
- 原案賞：ミルドレッド・クラム、レオ・マッケリー
- 美術賞：ヴァン・ネスト・ポルグレイズ、アルフレッド・ハーマン
- 歌曲賞：バディ・G・デシルヴァ

## リメイク作品
- めぐり逢い (1957年の映画)
- めぐり逢い (1994年の映画)